# 향니
향니(hyangni)는 이지향(보컬, 신디사이저)과 이준규(베이스)로 구성된 대한민국의 독립음악 밴드이다.

## 결성 및 이력
초등학교 때 남자 아이돌의 팬이었던 이지향은 좋아하던 멤버가 즐겨듣는다는 이유로 팝음악에 빠져 팝키드로 자랐으며, 이준규는 중학교 때부터 록음악을 들었다. '향니'라는 이름은 이지향이 게임에서 쓰던 아이디에서 유래하였다. 둘은 고등학교 때 동네 실용음악학원에서 만나게 되었고, 이후 함께 호원대학교 실용음악과에 진학한다.
2011년에는 이지향이 제22회 유재하 음악경연대회에 출전하여 '새 날'이라는 곡으로 가창상을 수상했다. 같은 해에 이지향은 대학교에서 만난 신승규, 박제신과 함께 합주를 시작하였으며, 이것이 밴드 향니가 되었다. 이후 이준규까지 합류하여 4인조가 되었다. 2012년에는 향니가 CJ아지트 튠업 아티스트 10기로 선정되면서 본격적인 활동을 시작했다. 같은 해에는 쌈지사운드페스티벌에 숨은 고수로 선정되었다.
2014년에는 첫 번째 음반 《첫사랑이 되어줘》를 발매한다. 이즈음 이지향과 이준규는 연인이 되었다. 이후 안산밸리록페스티벌 등 각종 페스티벌 무대에도 오르기 시작했으며, 2015년에는 서태지밴드의 전국 투어 대구 공연에서 오프닝을 맡았다.
2018년에는 EP 《2》를 발매했으며, 2019년 11월 25일에는 세 번째 음반 《3》을 발매했다. 세 번째 음반 발매와 거의 동시에 드럼 신승규와 베이스 박제신이 탈퇴하여 밴드는 2인조가 되었다. 또한 이 음반부터 이준규는 기타 대신 베이스만을 주로 연주하기 시작했다.

## 기타 활동
이준규는 장재인 밴드, 리쌍, 나윤권, 기리보이 등의 음악가들와 협업하여 기타 세션을 했다. 2016년 12월에는 밴드 코어매거진의 EP 《NAP》에 이지향이 객원 보컬로 참여하였다. 한편 이지향은 2016년 부터 주로 영화 음악 감독 방준석과의 공동 작업으로 '럭키', '프리즌', '군함도', '신과함께-인과 연' 등의 OST 작업을 해오고 있다. 이준규는 2018년 부터 칵스의 이현송이 중심이 되어 결성된 불고기디스코에서 베이스를 연주하다가, 2021년에 탈퇴하였다. 이지향은 2023년부터 라이브클럽 채널1969를 운영하는 안홍인과 함께 밴드 구남과여라이딩스텔라를 위한 2인조 퍼포먼스 그룹 '라구즈'를 결성하여 세션으로 활동하고 있다.

## 발표 음반

### 정규 및 EP
- (정규) 《첫사랑이 되어줘》 (2014)
- (EP) 《2》 (2018)
- (정규) 《3》 (2019)

### 참여 음반 및 수록곡
- 2016년 10월 13일 《럭키 OST》: 악어들 - 그 사나이 (feat. 이지향)
- 2016년 12월 13일 코어매거진 《NAP》: 회복의 밤 (feat. 이지향)